# 29672 Salvo
29672 Salvo (1998 XG9) là một tiểu hành tinh vành đai chính được phát hiện ngày 12 tháng 12 năm 1998 bởi A. Boattini và L. Tesi ở San Marcello Pistoiese.